# ألفرد بيرت
ألفرد بيرت (بالإنجليزية: Alfred Burt)‏ هو ملحن أمريكي، ولد في 22 أبريل 1920، وتوفي في 6 فبراير 1954.

## وصلات خارجية
- ألفرد بيرت على موقع IMDb (الإنجليزية)
- ألفرد بيرت على موقع ميوزك برينز (الإنجليزية)
- ألفرد بيرت على موقع ديسكوغز (الإنجليزية)